# Делавэр (округ, Пенсильвания)
Делавэр (англ. Delaware County, сокращённо Delco) — округ в штате Пенсильвания, США. Официально образован 26 сентября 1789 года. По состоянию на 2010 год численность населения составляла 558 979 человек.

## География
По данным Бюро переписи США, общая площадь округа равняется 494,69 км2, из которых 476,56 км2 — суша, 7 км2 или 3,42 % — водоёмы.

### Соседние округа
- Монтгомери, Пенсильвания (север)
- Филадельфия, Пенсильвания (северо-восток)
- Глостер, Нью-Джерси (юго-восток)
- Нью-Касл, Делавэр (юго-запад)
- Честер, Пенсильвания (запад)

## Население
По данным переписи населения 2010 года в округе проживает 550 864 жителей в составе 206 320 домашних хозяйств и 139 472 семей. Плотность населения составляет 1 155 человек на км2. На территории округа насчитывается 216 978 жилых строений, при плотности застройки около 455 строений на км2. Расовый состав населения: белые — 80,32 %, афроамериканцы — 14,52 %, коренные американцы (индейцы) — 0,11 %, азиаты — 3,29 %, гавайцы — 0,02 %, представители других рас — 0,56 %, представители двух или более рас — 1,19 %. Испаноязычные составляли 1,52 % населения независимо от расы.
В составе 31,5 % из общего числа домашних хозяйств проживают дети в возрасте до 18 лет, 50,8 % представляют собой супружеские пары, проживающие вместе, 12,9 % домашних хозяйств — одинокие женщины без супруга, 32,4 % домашних хозяйств не имеют отношения к семьям, 27,6 % состоят из одного человека, 11,6 % состоят из престарелых (65 лет и старше), проживающих в одиночестве. Средний размер домашнего хозяйства составляет 2,56 человека, средний размер семьи — 3,17 человека.
Возрастной состав округа: 24,8 % моложе 18 лет; 8,9 % — от 18 до 24; 28,8 % — от 25 до 44; 21,9 % — 45 до 64 и 21,9 % — от 65 и старше. Средний возраст жителя округа — 37 лет. На каждые 100 женщин приходится 91,2 мужчин. На каждые 100 женщин старше 18 лет приходится 86,9 мужчин.
Средний доход на домохозяйство в округе составлял 50 092 USD, на семью — 61 590 USD. Среднестатистический заработок мужчины был 44 155 USD против 31 831 USD для женщины. Доход на душу населения составлял 25 040 USD. Около 5,8 % семей и 8 % от общего числа населения находились ниже черты бедности, в том числе — 10 % молодежи (тех, кому ещё не исполнилось 18 лет) и 7,1 % тех, кому было уже больше 65 лет.